# Турдетаны

Примерная область расселения турдетанского народа

Турдетаны — древний народ, населявший до прихода римлян юг Иберии в долине Гвадалквивира (их территория позднее вошла в римскую провинцию Бетика, ныне Андалусия). По мнению Страбона (География III, 4, 13), турдетаны происходили от населения Тартесса и говорили на языке, родственном тартессийскому. Соседями турдетанов были кинеты, также говорившие на тартессийском языке.
Турдетаны были постоянно контактирующими соседями греческих и карфагенских колонистов.
Геродот описывал их как вполне цивилизованный народ под властью царя Аргантония, который приветствовал фокийских колонистов в V веке до н. э. Турдетаны обладали собственной письменностью и нанимали кельтиберских наёмников для ведения войн против Рима (Ливий 34.19). Страбон замечал, что турдетаны и кельты были наиболее цивилизованными народами в Иберии, в том значении, что их городская культура была наиболее соответствующей греко-римским аналогам. С началом Второй пунической войны турдетаны восставали против римского губернатора в 197 году до н. э. Когда Катон Старший стал консулом в 195 году до н. э., он стал правителем всей Испании. Катон сначала подавил восстания на северо-востоке, затем последовал на юг и подавил восставших турдетанов, «наиболее воинственных из всех испанских племён» (Тит Ливий, «История Рима», 34.17). Катон был возвращён в Рим в 194 году до н. э., оставив двух преторов, отвечающих за две провинции.
Некоторые учёные выдвигают предположения, что необходимо объединять турдетанов и турдулов, Turdulorum Oppida and Turduli Veteres, то есть всю территорию современной Португалии, и так же, что и те, и другие были очень подвержены кельтизации.
В комедии Плавта «Пленники» одна заметка о турдетанах (акт I, сцена 2) указывает на то, что район их проживании в Испании был известен дроздами, которых поставляли к римскому столу. Turdus — род дроздов.